# Парадас
Парадас (ісп. Paradas) — муніципалітет в Іспанії, у складі автономної спільноти Андалусія, у провінції Севілья. Населення — 7068 осіб (2010).
Муніципалітет розташований на відстані близько 380 км на південний захід від Мадрида, 45 км на схід від Севільї.
На території муніципалітету розташовані такі населені пункти: (дані про населення за 2010 рік)
- Ель-Кальваріо: 63 особи
- Монте-Паласіо: 0 осіб
- Ель-Паломар: 131 особа
- Парадас: 6874 особи

## Демографія
Динаміка населення (INE ):